# Городнянский (платформа)
Городня́нский (бел. Гараднянскі) — путевой пост (платформа) Белорусской железной дороги в Оршанском районе Витебской области Белоруссии. Открыт в 1951 году на Минской железной дороге

## Описание
Путевой пост Оршанской дистанции пути Минского отделения Белорусской железной дороги. Расположен в Белоруссии, на территории Пищаловского сельсовета Оршанского района Витебской области, в 600 метрах от деревни Городня и в 400 метрах от северо-западных границ города Орша.
Имеются две низкие береговые пассажирские платформы из бетонных плит, покрытые асфальтом и соединённые между собой низкими пешеходными переходами. С восточной стороны находится небольшой деревянный пассажирский павильон со скамейками. От путевого поста отходит однопутная неэлектрифицированная ветка на Оршу-Северную.

## Пассажирское движение
На платформах п.п. Городнянский имеют остановку все пригородные поезда, следующие на Осиновку и Оршу-Центральную. Пассажирские поезда дальнего следования здесь остановки не имеют.